# Puchar Narodów w saneczkarstwie 2024/2025
Sezon 2024/2025 Pucharu Narodów w saneczkarstwie rozpoczął się 29 listopada 2024 r. w norweskim Lillehammer, natomiast ostatnie zawody z cyklu zostały rozegrane 22 lutego 2025 r. na torze w chińskim Yanqing.

## Kalendarz Pucharu Narodów
| Lp.   | Data              | Miejscowość | Konkurencja      | 1. miejsce                                        | 2. miejsce                                  | 3. miejsce                                        |
| ----- | ----------------- | ----------- | ---------------- | ------------------------------------------------- | ------------------------------------------- | ------------------------------------------------- |
| 1. PN | 29 listopada 2024 | Lillehammer | Jedynki kobiet   | Barbara Allmaier                                  | Dorothea Schwarz                            | Caitlin Nash                                      |
| 1. PN | 29 listopada 2024 | Lillehammer | Jedynki mężczyzn | Timon Grancagnolo                                 | Jonathan Gustafson                          | David Nößler                                      |
| 1. PN | 29 listopada 2024 | Lillehammer | Dwójki kobiet    | Niemcy Dajana Eitberger · Magdalena Matschina     | Łotwa Marta Robežniece · Kitija Bogdanova   | Włochy Nadia Falkensteiner · Annalena Huber       |
| 1. PN | 29 listopada 2024 | Lillehammer | Dwójki mężczyzn  | Stany Zjednoczone Marcus Mueller · Ansel Haugsjaa | Niemcy Toni Eggert · Florian Müller         | Włochy Ivan Nagler · Fabian Malleier              |
| 2. PN | 6 grudnia 2024    | Innsbruck   | Jedynki kobiet   | Barbara Allmaier                                  | Sandra Robatscher                           | Dorothea Schwarz                                  |
| 2. PN | 6 grudnia 2024    | Innsbruck   | Jedynki mężczyzn | David Nößler                                      | Jozef Ninis                                 | Andrij Mandzij                                    |
| 2. PN | 6 grudnia 2024    | Innsbruck   | Dwójki kobiet    | Odwołano                                          | Odwołano                                    | Odwołano                                          |
| 2. PN | 6 grudnia 2024    | Innsbruck   | Dwójki mężczyzn  | Stany Zjednoczone Marcus Mueller · Ansel Haugsjaa | Włochy Ivan Nagler · Fabian Malleier        | Polska Wojciech Chmielewski · Jakub Kowalewski    |
| 3. PN | 13 grudnia 2024   | Oberhof     | Jedynki kobiet   | Melina Fischer                                    | Verena Hofer                                | Anka Jänicke                                      |
| 3. PN | 13 grudnia 2024   | Oberhof     | Jedynki mężczyzn | Noah Kallan                                       | Svante Kohala                               | David Nößler                                      |
| 3. PN | 13 grudnia 2024   | Oberhof     | Dwójki kobiet    | Odwołano                                          | Odwołano                                    | Odwołano                                          |
| 3. PN | 13 grudnia 2024   | Oberhof     | Dwójki mężczyzn  | Stany Zjednoczone Marcus Mueller · Ansel Haugsjaa | Niemcy Moritz Jäger · Valentin Steudte      | Kanada Devin Wardrope · Cole Zajanski             |
| 4. PN | 3 stycznia 2025   | Sigulda     | Jedynki kobiet   | Kendija Aparjode                                  | Verena Hofer                                | Sandra Robatscher                                 |
| 4. PN | 3 stycznia 2025   | Sigulda     | Jedynki mężczyzn | Gints Bērziņš                                     | Tucker West                                 | Kaspars Rinks                                     |
| 4. PN | 3 stycznia 2025   | Sigulda     | Dwójki kobiet    | Odwołano                                          | Odwołano                                    | Odwołano                                          |
| 4. PN | 3 stycznia 2025   | Sigulda     | Dwójki mężczyzn  | Chiny Saikeyi Jubayi · Hou Shuo                   | Słowacja Tomáš Vaverčák · Matej Zmij        | Łotwa Eduards Ševics-Mikeļševics · Gustavs Babris |
| 5. PN | 10 stycznia 2025  | Altenberg   | Jedynki kobiet   | Dorothea Schwarz                                  | Verena Hofer                                | Melina Fischer                                    |
| 5. PN | 10 stycznia 2025  | Altenberg   | Jedynki mężczyzn | Jozef Ninis                                       | Anton Dukacz                                | Alexander Ferlazzo                                |
| 5. PN | 10 stycznia 2025  | Altenberg   | Dwójki kobiet    | Włochy Alexandra Oberstolz · Katharina Kofler     | Kanada Beattie Podulsky · Kailey Allan      | Stany Zjednoczone Maya Chan · Sophia Gordon       |
| 5. PN | 10 stycznia 2025  | Altenberg   | Dwójki mężczyzn  | Niemcy Pascal Kunze · Max Trippner                | Kanada Devin Wardrope · Cole Zajanski       | Łotwa Eduards Ševics-Mikeļševics · Gustavs Babris |
| 6. PN | 17 stycznia 2025  | Winterberg  | Jedynki kobiet   | Emily Sweeney                                     | Dorothea Schwarz                            | Sandra Robatscher                                 |
| 6. PN | 17 stycznia 2025  | Winterberg  | Jedynki mężczyzn | Anton Dukacz                                      | Jonathan Gustafson                          | Alexander Ferlazzo                                |
| 6. PN | 17 stycznia 2025  | Winterberg  | Dwójki kobiet    | Rumunia Raluca Strămăturaru · Carmen Manolescu    | —                                           | —                                                 |
| 6. PN | 17 stycznia 2025  | Winterberg  | Dwójki mężczyzn  | Kanada Devin Wardrope · Cole Zajanski             | Łotwa Raimonds Baltgalvis · Uldis Jakseboga | Chiny Saikeyi Jubayi · Hou Shuo                   |
| 7. PN | 24 stycznia 2025  | Oberhof     | Jedynki kobiet   | Hannah Prock                                      | Melina Fischer                              | Dorothea Schwarz                                  |
| 7. PN | 24 stycznia 2025  | Oberhof     | Jedynki mężczyzn | Svante Kohala                                     | Alexander Ferlazzo                          | Jonathan Gustafson                                |
| 7. PN | 24 stycznia 2025  | Oberhof     | Dwójki kobiet    | Odwołano                                          | Odwołano                                    | Odwołano                                          |
| 7. PN | 24 stycznia 2025  | Oberhof     | Dwójki mężczyzn  | Niemcy Moritz Jäger · Valentin Steudte            | Kanada Devin Wardrope · Cole Zajanski       | Słowacja Tomáš Vaverčák · Matej Zmij              |
| 8. PN | 15 lutego 2025    | Pjongczang  | Jedynki kobiet   | Hannah Prock                                      | Nina Zöggeler                               | Dorothea Schwarz                                  |
| 8. PN | 15 lutego 2025    | Pjongczang  | Jedynki mężczyzn | Tucker West                                       | Jonathan Gustafson                          | Leon Felderer                                     |
| 8. PN | 15 lutego 2025    | Pjongczang  | Dwójki kobiet    | Odwołano                                          | Odwołano                                    | Odwołano                                          |
| 8. PN | 15 lutego 2025    | Pjongczang  | Dwójki mężczyzn  | Łotwa Eduards Ševics-Mikeļševics · Lūkass Krasts  | Rumunia Ștefan Handaric · Sebastian Motzca  | Rumunia Marian Gîtlan · Darius Șerban             |
| 9. PN | 22 lutego 2025    | Yanqing     | Jedynki kobiet   | Hannah Prock                                      | Dorothea Schwarz                            | Nina Zöggeler                                     |
| 9. PN | 22 lutego 2025    | Yanqing     | Jedynki mężczyzn | Gints Bērziņš                                     | Timon Grancagnolo                           | Leon Felderer                                     |
| 9. PN | 22 lutego 2025    | Yanqing     | Dwójki kobiet    | Odwołano                                          | Odwołano                                    | Odwołano                                          |
| 9. PN | 22 lutego 2025    | Yanqing     | Dwójki mężczyzn  | Odwołano                                          | Odwołano                                    | Odwołano                                          |

## Klasyfikacje
| Miejsce | Zawodniczka        | Reprezentacja | Punkty |
| ------- | ------------------ | ------------- | ------ |
| 1.      | Dorothea Schwarz   | Austria       | 625    |
| 2.      | Sandra Robatscher  | Włochy        | 494    |
| 3.      | Nina Zöggeler      | Włochy        | 488    |
| 4.      | Tove Kohala        | Szwecja       | 414    |
| 5.      | Melina Fischer     | Niemcy        | 398    |
| 6.      | Julianna Tunycka   | Ukraina       | 378    |
| 7.      | Corina Buzățoiu    | Rumunia       | 368    |
| 8.      | Hannah Prock       | Austria       | 334    |
| 9.      | Caitlin Nash       | Kanada        | 280    |
| 10.     | Hu Huilan          | Chiny         | 269    |
|         |                    |               |        |
| 17.     | Klaudia Domaradzka | Polska        | 214    |

| Miejsce | Zawodnik           | Reprezentacja     | Punkty |
| ------- | ------------------ | ----------------- | ------ |
| 1.      | Svante Kohala      | Szwecja           | 490    |
| 2.      | Jozef Ninis        | Słowacja          | 430    |
| 3.      | Mateusz Sochowicz  | Polska            | 419    |
| 4.      | Andrij Mandzij     | Ukraina           | 408    |
| 5.      | Alexander Ferlazzo | Australia         | 390    |
| 6.      | Jonathan Gustafson | Stany Zjednoczone | 357    |
| 7.      | Leon Felderer      | Włochy            | 349    |
| 8.      | Noah Kallan        | Austria           | 329    |
| 9.      | Seiya Kobayashi    | Japonia           | 322    |
| 10.     | Alex Gufler        | Włochy            | 317    |
|         |                    |                   |        |
| 32.     | Arkadiusz Trojga   | Polska            | 82     |

| Miejsce | Zawodniczki                          | Reprezentacja     | Punkty |
| ------- | ------------------------------------ | ----------------- | ------ |
| 1.      | Raluca Strămăturaru Carmen Manolescu | Rumunia           | 100    |
| 1.      | Dajana Eitberger Magdalena Matschina | Niemcy            | 100    |
| 1.      | Alexandra Oberstolz Katharina Kofler | Włochy            | 100    |
| 4.      | Marta Robežniece Kitija Bogdanova    | Łotwa             | 85     |
| 4.      | Beattie Podulsky Kailey Allan        | Kanada            | 85     |
| 6.      | Nadia Falkensteiner Annalena Huber   | Włochy            | 70     |
| 6.      | Maya Chan Sophia Gordon              | Stany Zjednoczone | 70     |
| 8.      | Natasza Chytrenko Wiktorija Kowal    | Ukraina           | 0      |
| 8.      | Viktória Praxová Desana Špitzová     | Słowacja          | 0      |

| Miejsce | Zawodnicy                             | Reprezentacja     | Punkty |
| ------- | ------------------------------------- | ----------------- | ------ |
| 1.      | Devin Wardrope Cole Zajanski          | Kanada            | 455    |
| 2.      | Ștefan Handaric Sebastian Motzca      | Rumunia           | 398    |
| 3.      | Saikeyi Jubayi Hou Shuo               | Chiny             | 321    |
| 4.      | Pascal Kunze Max Trippner             | Niemcy            | 311    |
| 5.      | Ihor Hoj Nazarij Kaczmar              | Ukraina           | 307    |
| 6.      | Moritz Jäger Valentin Steudte         | Niemcy            | 300    |
| 6.      | Marcus Mueller Ansel Haugsjaa         | Stany Zjednoczone | 300    |
| 8.      | Marian Gîtlan Darius Șerban           | Rumunia           | 293    |
| 9.      | Raimonds Baltgalvis Uldis Jakseboga   | Łotwa             | 229    |
| 10.     | Tomáš Vaverčák Matej Zmij             | Słowacja          | 215    |
| 11.     | Wojciech Chmielewski Jakub Kowalewski | Polska            | 180    |